# Ханов, Атанепес
Атанепес Ханов (1914 год, Тедженский уезд, Закаспийская область, Туркестанский край, Российская империя — неизвестно, Туркменская ССР) — председатель колхоза имени Жданова Каахкинского района Ашхабадской области, Туркменская ССР. Герой Социалистического Труда (1957).

## Биография
Родился в 1914 году в крестьянской семье в одном из сельских населённых пунктов Тедженского уезда (ныне — на территории Какинского этрапа).
Окончил местную сельскую начальную школу. Трудился в частном сельском хозяйстве. В послевоенное время — председатель колхоза имени Жданова Каахкинского района. В 1947 году колхоз сдал государству в среднем с каждого гектара по 50 центнеров длинноволокнистого хлопка. За эти выдающиеся трудовые результаты по итогам 1947 года был награждён Орденом Ленина.
В годы Пятой пятилетки (1951—1955) колхоз имени Жданова соревновался с соседним колхозом имени Менжинского Каахкинского района, которым руководил Аман Пирназаров. Труженики колхоза имени Жданова под руководством Атанепеса Ханова досрочно выполнили задания Пятой пятилетки и по итогам 1956 года заняли первое место в социалистическом соревновании по Каахкинскому району. Указом Президиума Верховного Совета СССР от 14 февраля 1957 года удостоен звания Героя Социалистического Труда за «выдающиеся успехи в деле развития хлопководства, широкое применение достижений науки и передового опыта в возделывании хлопчатника и получение высоких и устойчивых урожаев хлопка-сырца, за успехи, достигнутые в развитии животноводства и других отраслей сельского хозяйства в годы пятой пятилетки и в 1956 году» с вручением ордена Ленина и золотой медали «Серп и Молот» (№ 7176).
Дата его смерти не установлена.
Награды
- Герой Социалистического Труда
- Орден Ленина — дважды (05.04.1948; 1957)